# میلان یکم صربستان
میلان اوبرینوویچ (۲۲ اوت ۱۸۵۴ – ۱۱ فوریه ۱۹۰۱) فرمانروای صربستان از ۱۸۶۸ تا ۱۸۸۹ میلادی (در ابتدا به عنوان شاهزاده (۱۸۶۸–۱۸۸۲) و بعداً به عنوان شاه (۱۸۸۲–۱۸۸۹)) بود.

## سالهای اولیه
میلان اوبرینوویچ در ۲۲ اوت ۱۸۵۴ میلادی در تبعید در مولدووا به دنیا آمد. در آن زمان خاندان کارادوردویچ بر صربستان حکمرانی می‌کردند. (این خاندان، دودمان اوبرینوویچ را در ۱۸۴۲ از حکومت صربستان خلع و اعضای آن را روانه تبعید کرده بودند) میلان که در سالهای کودکی مادر و پدرش را از دست داده بود، به تدریج وارد دربار رومانی شد و اعتبار زیادی در آنجا کسب کرد. در ۱۸۵۸ میلادی، پسرعموی میلان، میخاییل اوبرینوویچ سوم، دوباره قدرت را در صربستان نصیب خاندان اوبرینوویچ ساخته بود.

## شاهزاده صربستان (۱۸۶۸–۱۸۸۲)
در سال ۱۸۶۸، میخاییل اوبرینوویج ترور شد و میلان که تنها ۱۴ سال داشت، به حکومت صربستان رسید. او ۴ سال بعد که به سن قانونی رسید، قدرت اداری و نظامی کشور را شخصاً بر عهده گرفت. وی روابط خود را با روسیه و اتریش-مجارستان همواره در تعادل نگه می‌داشت. پس از پایان جنگ روسیه و عثمانی در ۱۸۷۸، میلان طی اعلامیه مهمی به باب عالی عثمانی، استقلال صربستان را اظهار داشت.

## شاه صربستان (۱۸۸۲–۱۸۸۹)
میلان در سال ۱۸۸۲ میلادی خود را شاه صربستان نامید و رسماً پادشاهی صربستان را تأسیس کرد.
ناکامی‌های میلان از همین زمان آغاز شد. سیاست خارجی او با اتریش-مجارستان به دلیل نزدیکی صربستان با روسیه، به تیرگی گرایید. هم چنین، شکست در جنگ با بلغارستان در ۱۸۸۵–۱۸۸۶، اوضاع را بدتر کرد.
او با ناتالیا کشکو، دختر یک بویار روس ازدواج کرد که یک از ثمرات آن، الکساندر، شاه بعدی صربستان بود. میلان سرانجام در ۶ مارس ۱۸۸۹ میلادی، به‌طور ناگهانی و بدون دلیل مشخصی، به نفع فرزند دوازده‌ساله‌اش الکساندر از سلطنت کناره‌گیری کرد و به پاریس رفت.